# Bernardí Celià Colom
Bernardí Celià Colom   (Sóller, 24 de setembre de 1921 - Sóller, 2 de juny de 1985) fou un pintor mallorquí, especialitzat en temàtica paissatgística.
Va ser deixeble de Josep Ventosa Domènech. Exposa per primera vegada l'any 1947 a la seva localitat natal i després arreu Mallorca. Posteriorment ho va fer fora de  l'illa (Menorca, València, Barcelona) i a l'estranger (Brussel·les, Anvers). El 1962 va rebre el primer premi del Certamen de Pintura de Paisatge i Costums, convocat per la Diputació Provincial de Balears. Amb el temps esdevé figura representativa del paisatgisme pictòric a Mallorca i la seva obra és present a moltes col·leccions privades i institucions. Es va especialitzar en els paisatges de la costa del nord de Mallorca i estèticament s'inscriu dins del postimpressionisme. Va fonamentar el seu estil en una visió lliure i intuïtiva del paisatge, emprant taques i masses de color que fregaven l'abstracció. Així va desenvolupar un estil paisatgístic de caràcter impressionista, d'impactant força visual, al emprar empastaments suculents i amb especial cura pel color i la llum, els quals va tractar amb riquesa i diversitat. Va exposar repetidament al llarg de la seva vida, tant en monogràfiques com col·lectives, que rebrien una bona acollida tant de la crítica especialitzada com del públic.

## Exposicions (selecció)
- La Unió (sa Botigueta) (Sóller) (1950, 1964 i 2010[3])
- Galeries Costa (Palma) (1952, 1956, 1957, 1963, 1967, 1968, 1971, 1973 i 1975)
- Sala Prat (València) (1954, 1956, 1957 i 1959)
- Brussel·les (1959, 1961 i 1963)
- Anvers (1961)
- Galeries Mora (Sóller) (1966, 1968, 1977, 1979 i 1985)
- Saló Mercantil d'Inca (1975)
- Ateneu Científic, Literari i Artístic de Maó (1976)
- Galeria Sant Josep (Ciutadella) (1976)
- Galeria Jaume III (Palma) (1978 i 1980)
- La Pinacoteca (Barcelona) (1978)
- Galeries Nadal (Palma) (1983)
- Fundació Barceló (Palma) (1995)
- Fundació Coll Bardolet (Valldemossa) (2011)[4]

## Reconeixements
- El 1989 l'Ajuntament de Sóller va atorgar-li el nom d'un carrer al municipi després de la seva mort, al llogaret de Biniaraix.